# 蒙托维尔
蒙托维尔（法語：Montauville，法語發音：[mɔ̃tovil]）是法国默尔特-摩泽尔省的一个市镇，属于南锡区。

## 地理
蒙托维尔（48°54'3"N, 6°1'15"E）面积16.19 平方千米，位于法国大東部大區默尔特-摩泽尔省，该省份为法国东北部内陆省份，是洛林的一部分，北邻比利时、卢森堡，北起顺时针与摩泽尔省、下莱茵省、孚日省和默兹省接壤。
与蒙托维尔接壤的市镇（或旧市镇、城区）包括：诺鲁瓦莱蓬塔穆松、布莱诺莱蓬塔穆松、费昂艾、热赞维尔、迈迪耶尔、马梅、马尔坦库尔、蓬塔穆松、热宗库尔。

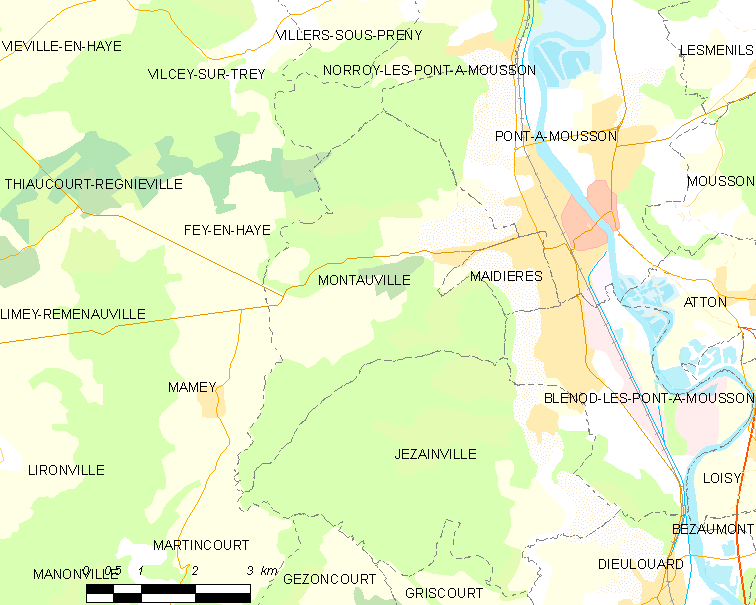
蒙托维尔的OSM定位图

蒙托维尔的时区为UTC+01:00、UTC+02:00（夏令时）。

## 行政
蒙托维尔的邮政编码为54700，INSEE市镇编码为54375。

## 政治
蒙托维尔所属的省级选区为蓬塔穆松县。

## 人口

1962-2008年间蒙托维尔人口变化图示

蒙托维尔于2022年1月1日时的人口数量为1089人。